# 이카리 아키라 (일문학자)
이카리 아키라(일본어:  伊狩 章, 1922년 3월 31일 ~ 2015년 3월 19일)는 일본의 일문학자, 니가타 대학의 교수로, 니가타현 무라카미시 고정 출신이다.